# Андронати, Сергей Андреевич
Серге́й Андре́евич Андрона́ти (19 сентября 1940, Одесса — 29 июня 2022, там же) — украинский биорганик, академик НАНУ (1988), председатель Южного научного центра, член Президиума НАН Украины.

## Биография
Родился 19 сентября 1940 года в Одессе. Учился в Одесском государственном университете им. И. И. Мечникова на химическом факультете. В 1964 г. с отличием его закончил и продолжил обучение в аспирантуре. После военной службы защитил кандидатскую, а в 1976 г. — докторскую диссертации. Параллельно с получением образования работал старшим научным сотрудником, заведующим отделом, заместителем директора по научной работе, а с 1984 г. — директором Физико-химического института АН УССР. С 1998 — заведующий кафедрой фармацевтической химии Одесского государственного университета и научный руководитель Химико-фармацевтического учебно-научно-производственного комплекса НАН и МОН Украины. Народный депутат СССР (1989—1991). Член правления Украинского химического общества им. Д. И. Менделеева и Международного общества по гетероциклической химии, член Комитета по Государственным премиям Украины в области науки и техники, научных советов отделения химии НАН Украины. Председатель Координационного совета отделения химии НАН Украины по проблеме «Научные основы создания лекарственных препаратов».
Умер 29 июня 2022 года. Похоронен на Втором Христианском кладбище Одессы.

## Научные исследования
Ученик академика А. В. Богатского. Научные интересы охватывали проблемы разработки методов синтеза, изучения структуры, конформаций, физиологической активности, механизмов действия биологически активных соединений и связанные с созданием теоретических основ направленного синтеза психофармакологических, антигипоксических, сердечно-сосудистых, антитромботических, противовирусных и интерферониндуцирующих средств.
Он провёл доскональное исследование связи между структурой, стереохимией и свойствами гетероциклических соединений, которые имеют психотропное действие. Был создан синтез высокоэффективных и малотоксичных транквилизаторов, антигипоксантов и актопротекторов с оригинальным спектром фармакологических свойств. На этой основе был создан и внедрён в практику первый отечественный транквилизатор, снотворный и противосудорожный препарат феназепам и дневной транквилизатор — гидазепам.

## Награды
- Заслуженный деятель науки и техники УССР (1990),
- лауреат Государственной премии СССР (1980)
- лауреат Государственной премии УССР в области науки и техники (1991),
- лауреат Премии президентов академий наук Украины, Беларуси и Молдовы (1998);
- почетный член АН Молдовы;
- почетный профессор Одесского национального университета им. И. И. Мечникова МОН Украины (2010).
- ордена «Знак Почета» (1981), Дружбы народов (1986), «За заслуги» III степени (2002);
- Почетная грамота Кабинета Министров Украины (2002), Знак отличия НАН Украины «За научные достижения» (2007).